# Jordanstown
Jordanstown är en ort i Storbritannien.   Den ligger i riksdelen Nordirland, i den västra delen av landet, 500 km nordväst om huvudstaden London. Jordanstown ligger 29 meter över havet och antalet invånare är 5 494.
Terrängen runt Jordanstown är platt åt nordväst, men åt sydost är den kuperad. Havet är nära Jordanstown åt sydost.  Närmaste större samhälle är Belfast, 9,7 km söder om Jordanstown. 